# Dôlè (l'argent)
Pour plus de détails, voir Fiche technique et Distribution.
Dôlè (l'argent) est un film gabonais réalisé par Imunga Ivanga, sorti en 2000.

## Synopsis
À Libreville, Mougler traine avec ses amis et enchaine les combines. Sa mère tombe malade et il décide d'entrainer sa bande dans une opérations pour récupérer l'argent nécessaire à l'achat de médicaments.

## Fiche technique
- Titre : Dôlè (l'argent)
- Réalisation : Imunga Ivanga
- Scénario : Imunga Ivanga
- Musique : Emile Mepango et François Ngwa
- Photographie : Dominique Fausset
- Montage : Patricia Ardouin
- Production : Jean-Jacques Hubert et Charles Mensah
- Société de production : Ce.Na.Ci. et Direct et Différé
- Pays :  Gabon et  France
- Genre : drame
- Durée : 79 minutes
- Dates de sortie : 
  -  Tunisie : 21 octobre 2000 (Journées cinématographiques de Carthage)
  -  France : 10 janvier 2001

## Distribution
- David N'Guema-N'Koghe : Mougler
- Emile Mepango : Baby Lee
- Roland Nkeyi
- Evrard Elle

## Accueil
Thomas Sotinel pour Le Monde, le réalisateur « trouve la juste manière de filmer » son sujet mais « échoue à faire de ses comédiens inexpérimentés [...] de vrais personnages, et laisse son scénario s´embourber dans les conventions que la fiction impose – sur les cinq continents – à la description de la misère ». Louis Guichard pour Télérama évoque un « témoignage-fiction » qui est « efficace et alerte » mais aussi un « mélodrame maladroit ».